# Mamadou Antonio Souaré
Mamadou Antonio Souaré, né le 10 mai 1952 à Kindia en république de Guinée, est un homme d'affaires et dirigeant de football guinéen. Il est le président de Groupe Business Marketing (GBM), de la Guinea Airlines. Il est aussi président du club de football du Horoya AC de Conakry, de la Fédération guinéenne de football, ainsi que de l'Union des Fédérations ouest-africaines de football.

## Biographie

### Parcours professionnel
Il est le président de Groupe Business Marketing (GBM), de la Guinea Airlines. Il est aussi président du club de football du Horoya AC de Conakry, de la Fédération guinéenne de football, ainsi que de l'Union des Fédérations ouest-faricaines de football.
En 2021, il est candidat à l'élection de président de la Fédération guinéenne de football.

## Prix et reconnaissance
- 2019 : Meilleur Mécène de l’année lors des VDMG,
- 2020 : Meilleur Mécène de l’année lors des VDMG,
- 2021 : Meilleur Mécène de l’année lors des VDMG,
- 2022 : prix de grand promoteur de l’investissement privé et celui de meilleur investisseur sportif africain de l’année, par NOV’Afrique, à Casablanca, au Maroc